# Route 40 (Islande)
Pour les articles homonymes, voir Route 40.
La Route 40 (Þjóðvegur 40) ou Hafnarfjarðarvegur est une route islandaise reliant Reykjavik à Hafnarfjörður.

## Trajet
- Reykjavik
  -  -  vers Route 49
- Hafnarfjörður
  -  -  vers Route 42
  -  -  vers Route 41